# Kreis Caneggio
Der Kreis Caneggio bildet zusammen mit den Kreisen Balerna, Mendrisio, Riva San Vitale und Stabio den Bezirk Mendrisio des Kantons Tessin in der Schweiz. Der Sitz des Kreisamtes ist in Breggia.

## Geografie
Das Gebiet des Kreises Caneggio erstreckt sich auf der östlichen Hälfte des Valle di Muggio, das von der Breggia durchflossen wird. Der südliche Teil des Kreises gehört zur Agglomeration von Chiasso.

## Gemeinden
Der Kreis setzt sich aus folgenden Gemeinden zusammen:
| Wappen  | Name der Gemeinde | Einwohner (Dez. 2018) | Fläche in km² | BFS-Nr |
| ------- | ----------------- | --------------------- | ------------- | ------ |
| Breggia | Breggia           | 1936                  | 25,48         | 5269   |
| Vacallo | Vacallo           | 3463                  | 1,64          | 5268   |